# U-Bahnhof Vittorio Emanuele (Rom)
Vittorio Emanuele ist eine unterirdische Station der Linie A der U-Bahn Rom. Sie befindet sich unterhalb der Piazza Vittorio Emanuele II im Stadtteil Esquilino.

## Geschichte
Die Station wurde am 19. Februar 1980 als Teil des ersten Abschnitts der Linie A in Betrieb genommen. Im Rahmen des Projekts Artemetro Roma wurden die Zugänge in den 1990er Jahren von Nicola Carrino und Giulia Napoleone mit Mosaiken versehen.
Am 17. Oktober 2006 ereignete sich in der Station ein Unfall, bei dem ein Zug auf einen bereits am Bahnsteig stehenden Zug auffuhr, da der Fahrzeugführer ein Haltesignal nicht bemerkt hatte. Dabei starb ein Fahrgast; etwa 110 weitere Personen wurden verletzt.

## Anbindung
| Linie | Verlauf |
| ----- | --- |
|       | Battistini – Cornelia – Baldo degli Ubaldi – Valle Aurelia – Cipro – Ottaviano – Lepanto – Flaminio – Spagna – Barbereni – Repubblica – Termini – Vittorio Emanuele – Manzoni – San Giovanni – Re di Roma – Ponte Lungo (Bahnhof Tuscolana) – Furio Camillo – Colli Albani – Arco di Travertino – Porta Furba – Numidio Quadrato – Lucio Sestio – Giulio Agricola – Subaugusta – Cinecittà – Ananigna |